# Т-група (математика)
Т-група — група, в якій відношення нормальності на множині її підгруп транзитивне.

## Приклади
- Проста група є Т-групою.
- Дедекіндова група є Т-групою.
- Усі групи порядку менше 8 є Т-групами.

## Властивості
- Будь-яка нільпотентна Т-група є дедекіндовою.
- Клас Т-груп замкнутий відносно взяття нормальних підгруп та фактор-груп.
- Будь-яка розв'язна Т-група є метабелевою.
- У скінченній Т-групі відношення квазінормальності на множині всіх її підгруп транзитивне[1].